# Joachim Adolph von Bassewitz
Ernst Karl Maria Joachim Adolph von Bassewitz (* 28. April 1859 in Güstrow; † 22. Juli 1918 in Rostock) war ein deutscher Konteradmiral der Kaiserlichen Marine.

## Leben
Joachim von Bassewitz entstammte der Mecklenburgischen Linie der alten Familie Bassewitz. Er war Sohn des Herrmann Leopold Adolf Karl von Bassewitz (1815–1886) und der Charlotte Christiane Karoline von Blücher (* 1832). Er hatte drei Brüder, darunter der Generalleutnant Hermann von Bassewitz, und eine jüngere Schwester.
Nach dem Besuch des Pädagogium Bützow trat er am 28. April 1876 in die Kaiserliche Marine ein und war ab Mitte Juni 1877 Seekadett, u. a. 1878 auf der Leipzig. Am 14. Februar 1884 wurde er zum Leutnant zur See befördert und war 1890 als Erster Offizier auf der Loreley. Von Juni 1900 bis April 1902 war er als Korvettenkapitän Kommandant der Bussard, welche zu dieser Zeit beim Ostasiengeschwader eingesetzt war. Bis 1904 war er als Kapitän zur See Ausrüstungsdirektor der Werft in Wilhelmshaven und dann aus der Marine verabschiedet.
Anschließend war er bis ca. 1916 Reichskommissar der Seeämter Rostock und Lübeck. Am 21. Januar 1908 erhielt er den Charakter zum Konteradmiral verliehen.
Von August 1914 bis Dezember 1916 war er Richter beim Prisengericht in Kiel. Anschließend war er bis zu seinem Tod Vorstand der Kriegsamtstelle in Allenstein.
Er blieb unverheiratet und war Rechtsritter des Johanniterordens.